# Ойкачахл
Ойкачахл (также Ойка-Чакур или Ойко-Чакур) — гора на границе северо-восточной части Красновишерского района Пермского края и Ивдельского городского округа Свердловской области. Западные склоны находятся на территории государственного заповедника «Вишерский». Входит в систему Уральских гор как высшая точка хребта Молебный Камень.

## Географическое положение
Вершина Ойкачахл в составе хребта Молебный камень расположена на 8 км севернее вершины горы Эквачахл.

## Описание
Западный и восточный склоны горы покрыты пихтово-еловым лесом с примесью кедра до высоты 750—800 метров. Северный и южный склоны переходят в основной хребет. Выше границы леса на склонах горная тундра. С западного склона текут истоки реки Хомгилохья. Со снежников восточного склона начинается река Вижай. Гора конусообразная с острой вершиной. Склоны достаточно круты — до 40 градусов, покрыты каменными россыпями-курумами, имеются скальные выходы.

## Топоним
Мансийское название переводится как «Старик-гора» или «Гора-мужчина».

## Культовое значение
Хребет Молебный Камень и, в особенности, его главная вершина имели большое значение в религии местной народности манси. Вершину Ойка-Сяхыл могли посещать только шаманы. На склонах размещались тайные святилища с идолами — менквами.

## Туризм
В качестве главной вершины живописного хребта Молебный Камень, Ойкачахл представляет интерес для пешего, пеше-водного и лыжного туризма, а также для горного туризма начальных категорий сложности. В частности, эта вершина была одной из ключевых точек в проекте похода печально известной тургруппы Дятлова.